# Grand-prêtre d'Israël
Pour les articles homonymes, voir Grand Prêtre.

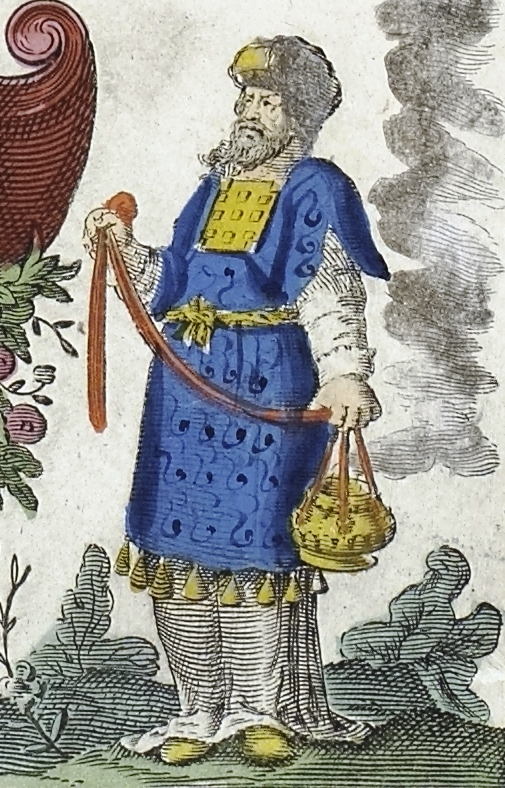
« Grands Prêtres d'Israël » (Cohen ha-Gadol), Terra Sancta quae in Sacris Terra Promissionis olim Palestina (1648-1664).

Le grand-prêtre d’Israël — ou plus simplement le grand-prêtre (en hébreu : כהן גדול, Kohen Gadol,  Kohen ha-Gadol ou Kohen ha-Rosh) — est le titre que portait le premier des prêtres, dans la religion israélite ancienne et dans le judaïsme classique, depuis l'émergence de la nation israélite jusqu'à la destruction du Second Temple à Jérusalem en 70 apr. J.-C. Les grands-prêtres, comme d'ailleurs tous les prêtres, appartenaient à la lignée d'Aaron.
Pendant la période du Second Temple, le grand-prêtre exerça souvent la charge de président du Sanhédrin. Son rôle déclina avec l'occupation romaine (à partir de 63 av. J.-C.), puis la fonction de grand-prêtre disparut avec la destruction du Second Temple. On estime que la période du Premier Temple compta dix-huit grands-prêtres, et celle du Second Temple environ soixante.

## Données bibliques
Bien qu'il ne soit que rarement appelé « grand-prêtre », étant en général simplement désigné comme ha-kohen (le prêtre), c'est Aaron qui a été le premier titulaire de la fonction, à laquelle il avait été nommé par Dieu lui-même (Livre de l'Exode 28:1-2; 29:4-5).
La succession devait échoir à un de ses fils, et rester à l'intérieur de sa propre famille (Lévitique 6:15). [1] S'il n'en avait pas, la place devait revenir à son frère le plus âgé : telle était, ce semble, la pratique à l'époque hasmonéenne. À l'époque d'Éli, toutefois, (1 Samuel 2:23), elle avait passé à la branche collatérale d'Ithamar (voir Éléazar). Mais on dit que le roi Salomon aurait déposé le grand-prêtre Abiathar pour nommer à sa place Sadoq, un descendant d'Éléazar (1 Rois 2:35 ; 1 Chroniques 24:2-3). Après l'Exil, la succession semble s'être faite, au départ, en ligne directe du père au fils ; mais par la suite les autorités civiles usurpèrent ce droit de nomination. Antiochus IV Épiphane, par exemple, déposa Onias III en faveur de Jason puis de Ménélas (en).
Hérode le Grand nomma six grands-prêtres et Archélaos deux. Le légat romain Quirinus et ses successeurs exercèrent le droit de nomination, et également Agrippa Ier, Hérode de Chalcis et Agrippa II. Le peuple lui-même de temps en temps élisait ses candidats. Les grands-prêtres avant l'Exil étaient, semble-t-il, nommés à vie ; de fait, d'Aaron à la Captivité, le nombre des grands-prêtres ne fut pas plus important que pendant les soixante ans qui précédèrent la chute du Second Temple. Le dernier Grand-prêtre se nommait Pinhas ben Samuel (en) (67-70).

## Âge et qualités requises
La Loi ne précise pas l'âge canonique pour le poste, mais la tradition rabbinique le fixe à vingt ans. Aristobule III, pourtant, n'en avait que dix-sept quand il fut nommé par Hérode ; mais le fils d'Onias III était trop jeune (νηπιος ) pour succéder à son père.
Il était essentiel d'être de naissance légitime, de là le soin qu'on mettait à conserver les archives généalogiques et la méfiance de celui dont la mère avait été capturée au cours d'une guerre. Le grand-prêtre devait s'abstenir de toute impureté rituelle. Il ne peut se marier qu'avec une jeune fille israélite vierge, mais pas avec une veuve, une femme rejetée par son mari, une femme déshonorée ou prostituée (21:13-14). Dans Ézéchiel 44:22 cette restriction s'étend à tous les kohanim (les prêtres), une exception étant faite en faveur de la veuve d'un prêtre (voir le mariage avec Lévirat). Aucun contact ne lui était permis avec les corps des morts, fussent-ils ses parents les plus proches ; et il n'était pas autorisé, en signe de deuil, à laisser ses cheveux en désordre, ni à déchirer ses vêtements (Lévitique 21:10 et seq.). Selon Josèphe, la naissance sur un sol étranger n'était pas rédhibitoire ; mais les disqualifications de Lévitique 21:17 et seq. s'appliquaient aussi bien au Grand-prêtre qu'aux autres prêtres.

## Habits sacerdotaux

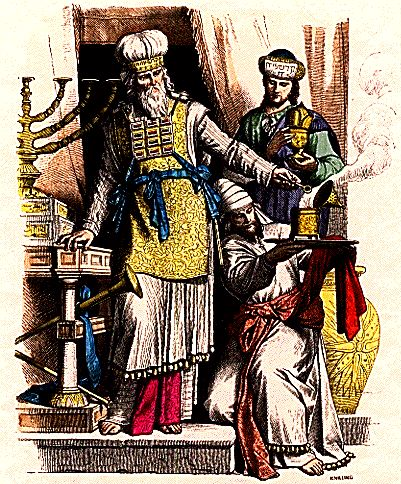
Le Grand-prêtre (illustration du XIXe siècle)

La Torah prévoit des habits spécifiques que les prêtres devront porter quand ils exerceront leur ministère dans le Tabernacle : « Et vous ferez des vêtements sacrés pour Aaron votre frère, pour la décence et pour la beauté de son office » (Exode 28:2). Ces vêtements sont décrits en détail dans Exode 28, Exode 39 et Lévitique 8. Le grand-prêtre portait huit vêtements sacrés (bigdei kodesh). Quatre d'entre eux étaient les mêmes que ceux que portaient tous les prêtres et quatre lui étaient réservés. Son apparence était celle d'un personnage royal.
Les habits communs à tous les prêtres étaient :
- Michnasayim (en), sorte de culotte de lin allant de la taille aux genoux « pour couvrir leur nudité » (Exode 28:42).
- Ketonet (en) : tunique faite de pur lin, couvrant le corps tout entier du cou aux pieds, avec des manches allant jusqu'aux poignets. Celle du Grand-prêtre était brodée (Exode 28:39) ; celles des prêtres étaient plus simples (Exode 28:40).
- Avnet (ceinture) (en) : celle du Grand-prêtre était de lin sans défaut avec des broderies travaillées en bleu et pourpre et écarlate (Exode 28:39, 39:29) ; celles que portaient les prêtres étaient de lin blanc et retordu. Elle entourait la tunique.
- Mitznefet (turban de lin) (en) : celle du Grand-prêtre était beaucoup plus grande que celle des prêtres et enroulée de manière à former un turban large, au sommet plat ; pour les prêtres elle formait une sorte de cône, appelé migbahat.

Ces quatre vêtements, toujours tissés en lin fin, étaient portés par le grand-prêtre. Quatre autres éléments sacerdotaux lui étaient réservés, qu'il portait par-dessus les quatre précédents :

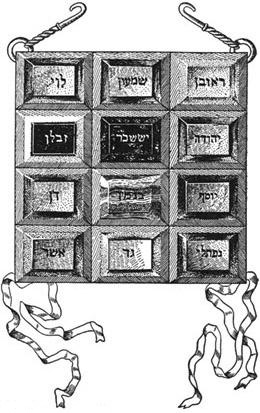
Le Hoshen pectoral

- Me'il (robe de l'Éphod) (en) : une longue robe sans manches, tissée de pourpre violette, dont l'ourlet inférieur était bordé de clochettes d'or alternant avec des glands de lin et de laine en forme de grenades, en bleu, pourpre et écarlate - tekhelet, argaman, tolaat shani.
- Éphod : un gilet ou tablier richement brodé, retenu par deux pierres d'onyx sur les épaules. Les noms des douze tribus d'Israël étaient gravés sur ces deux pierres, à raison de six par pierre.
- Hoshen (pectoral) : fixé sur le devant de l'Ephod, il était orné de douze pierres précieuses, chacune gravée avec le nom d'une des tribus. Il « consistait en une tablette carrée ou en une pochette d'or[6] » dans laquelle le grand-prêtre portait les Urim et les Thummim.
- Tzitz (couronne) (en), ou Nezer (lame) : une plaque en or sur laquelle étaient inscrits les mots קדש ליהוה (qodesh le-YHWH), « Consacré à l'Éternel ». Elle était fixée à l'avant de la Mitznefet par un fil de pourpre violette[6], en sorte qu'elle reposait sur son front. Elle est souvent appelée petalon dans les sources en grec, car les lames d'or avaient la forme d'une fleur[7],[b].

## Listes des grands-prêtres

### Sources
La liste exacte des grands-prêtres ne s'est pas conservée et il n'existe que des listes partielles et sujettes à discussion. Le Talmud de Babylone rapporte que dix-huit grands-prêtres ont officié dans le Premier Temple, et que pas moins de trois cents grands-prêtres ont officié à l'époque du Second Temple parce que ces grands-prêtres achetaient les représentants du pouvoir romain pour pouvoir être élevés à cette fonction.  Le nombre de trois cents semble exagéré et un nombre beaucoup plus petit apparaît dans le Talmud de Jérusalem, entre quatre-vingts et quatre-vingt-cinq grands-prêtres. Au vu des sources historiques dont on dispose aujourd'hui, on ne connait qu'au plus quatre-vingt-quatre grands-prêtres pour une période couvrant les deux Temples.
Pour la période du Premier Temple, le nombre de grands-prêtres diverge selon les sources. Hazal compte dix-huit grands-prêtres, mais les commentateurs du Talmud, dont les tossafistes, émettent des réserves sur ces propos. En effet dans le livre des Chroniques, il figure une liste des descendants d'Aaron et de son petit-fils Phinées issu de la branche d'Eléazar. On considère cette liste comme étant celle des grands-prêtres du Premier Temple. Selon cette interprétation traditionnelle, elle ne comporte donc que treize grands-prêtres.
Une autre approche, adoptée notamment par le Malbim, dit que les listes des descendants d'Aharon du livre des Chroniques n'est pas la liste des grands-prêtres. Cette approche se fonde sur les propos de Flavius Josèphe qui donne une liste de dix-sept grands-prêtres pour la période du Premier Temple (Antiquités judaïques, livre X). Une liste proche de celle de Josèphe se trouve dans le Seder Olam Zoutta et compte 19 noms.
Les grands-prêtres des époques perses et hellénistiques sont connus grâce aux deux livres des Macchabées et à Flavius Josèphe. Ceux de l'époque romaine sont également connus grâce à Josèphe.
Deux grands-prêtres mentionnés dans le Talmud ne figurent pas chez les auteurs antiques : il s’agit d'Eléazar ben Harsoum, qui selon Hazal fut grand-prêtre pendant onze ans, et de Rabbi Ishmaël ben Elisha HaCohen haGadol (le grand-père du tannaïm Rabbi Ishmael).

### Période perse
|  |  | Josédec |         |         |         |         |         |  |  |         |         |         |         |         |         |  |  |        |        |        |        |        |        |
|  |  |         |         |         |         |         |         |  |  |         |         |         |         |         |         |  |  |        |        |        |        |        |        |
|  |  | Jésus   |         |         |         |         |         |  |  |         |         |         |         |         |         |  |  |        |        |        |        |        |        |
|  |  |         |         |         |         |         |         |  |  |         |         |         |         |         |         |  |  |        |        |        |        |        |        |
|  |  | Joachim |         |         |         |         |         |  |  |         |         |         |         |         |         |  |  |        |        |        |        |        |        |
|  |  |         |         |         |         |         |         |  |  |         |         |         |         |         |         |  |  |        |        |        |        |        |        |
|  |  | Eliasib |         |         |         |         |         |  |  |         |         |         |         |         |         |  |  |        |        |        |        |        |        |
|  |  |         |         |         |         |         |         |  |  |         |         |         |         |         |         |  |  |        |        |        |        |        |        |
|  |  | Judas   |         |         |         |         |         |  |  |         |         |         |         |         |         |  |  |        |        |        |        |        |        |
|  |  |         |         |         |         |         |         |  |  |         |         |         |         |         |         |  |  |        |        |        |        |        |        |
|  |  |         |         |         |         |         |         |  |  |         |         |         |         |         |         |  |  |        |        |        |        |        |        |
|  |  | Joannès | Joannès | Joannès | Joannès | Joannès | Joannès |  |  | Jésus   | Jésus   | Jésus   | Jésus   | Jésus   | Jésus   |  |  |        |        |        |        |        |        |
|  |  | Joannès | Joannès | Joannès | Joannès | Joannès | Joannès |  |  | Jésus   | Jésus   | Jésus   | Jésus   | Jésus   | Jésus   |  |  |        |        |        |        |        |        |
|  |  |         |         |         |         |         |         |  |  |         |         |         |         |         |         |  |  |        |        |        |        |        |        |
|  |  | Yaddus  | Yaddus  | Yaddus  | Yaddus  | Yaddus  | Yaddus  |  |  | Manassé | Manassé | Manassé | Manassé | Manassé | Manassé |  |  | Nikaso | Nikaso | Nikaso | Nikaso | Nikaso | Nikaso |
|  |  | Yaddus  | Yaddus  | Yaddus  | Yaddus  | Yaddus  | Yaddus  |  |  | Manassé | Manassé | Manassé | Manassé | Manassé | Manassé |  |  | Nikaso | Nikaso | Nikaso | Nikaso | Nikaso | Nikaso |

|  |  | Joçadak (Yōṣadaq)              |                  |                  |                  |                  |                  |  |  |             |             |             |             |             |             |  |  |
|  |  |                                |                  |                  |                  |                  |                  |  |  |             |             |             |             |             |             |  |  |
|  |  | Josué (Yēšūaʿ)                 |                  |                  |                  |                  |                  |  |  |             |             |             |             |             |             |  |  |
|  |  |                                |                  |                  |                  |                  |                  |  |  |             |             |             |             |             |             |  |  |
|  |  | Joïakim (Yōyaqīm)              |                  |                  |                  |                  |                  |  |  |             |             |             |             |             |             |  |  |
|  |  |                                |                  |                  |                  |                  |                  |  |  |             |             |             |             |             |             |  |  |
|  |  | Eliashiv (ʾElyašīb)            |                  |                  |                  |                  |                  |  |  |             |             |             |             |             |             |  |  |
|  |  |                                |                  |                  |                  |                  |                  |  |  |             |             |             |             |             |             |  |  |
|  |  |                                |                  |                  |                  |                  |                  |  |  |             |             |             |             |             |             |  |  |
|  |  | Joïada (Yōyadaʿ)               | Joïada (Yōyadaʿ) | Joïada (Yōyadaʿ) | Joïada (Yōyadaʿ) | Joïada (Yōyadaʿ) | Joïada (Yōyadaʿ) |  |  | Johanan (?) | Johanan (?) | Johanan (?) | Johanan (?) | Johanan (?) | Johanan (?) |  |  |
|  |  | Joïada (Yōyadaʿ)               | Joïada (Yōyadaʿ) | Joïada (Yōyadaʿ) | Joïada (Yōyadaʿ) | Joïada (Yōyadaʿ) | Joïada (Yōyadaʿ) |  |  | Johanan (?) | Johanan (?) | Johanan (?) | Johanan (?) | Johanan (?) | Johanan (?) |  |  |
|  |  | Jonathan (Johanan ?) (Yōḥanan) |                  |                  |                  |                  |                  |  |  |             |             |             |             |             |             |  |  |
|  |  |                                |                  |                  |                  |                  |                  |  |  |             |             |             |             |             |             |  |  |
|  |  | Yaddua (Yaddūaʿ)'              |                  |                  |                  |                  |                  |  |  |             |             |             |             |             |             |  |  |

Pour la période perse, le livre de Néhémie dans la Bible et les Antiquités juives de l'historien juif du Ier siècle Flavius Josephe fournissent les noms des grands-prêtres. Dans le livre de Néhémie, les grands-prêtres ne sont pas explicitement présentés avec le statut de prêtres. Ils sont simplement listés parmi les Lévites, sans référence à leur charge. Selon Néhémie 12,26 et Néhémie 12,22, les grands-prêtres qui se succèdent sont : Joçadak (en hébreu Yōṣadaq), Josué (Yēšūaʿ), Joïakim (Yōyaqīm), Éliashib (ʾElyašīb), Joïada (Yōyadaʿ), Johanan (Yōḥanan) et Jaddua (Yaddūaʿ). Une liste en Néhémie 12,10-11 présente une séquence légèrement différente pour les derniers grands-prêtres : Josué, Joïakim, Éliashib, Joïada, Jonathan, Jaddua. Dans Néhémie 12,22, Johanan semble se substituer à Jonathan. Plusieurs auteurs ont assimilé Johanan et Jonathan. Ils considèrent que la différence Johanan/Jonathan est due à une erreur scribale. D´autres soulignent que la nature des deux listes est différente : Néhémie 12,22 présente les grands-prêtres par ordre de succession alors que Néhémie 12,10-11 se présente comme une liste généalogique. En Néhémie 12,23, Johanan apparaît comme le fils d'Éliashib et non pas comme celui de Joïada. Une alternative est donc de considérer que Johanan a succédé à son frère et que Jonathan fils de Joïada n'a pas exercé la fonction de grand-prêtre.
Josué est contemporain de Zorobabel et du retour en Judée des Judéens exilés à Babylone à la fin du VIe siècle av. J.-C. Il est mentionné dans les livres d'Esdras, de Néhémie, d'Aggée et de Zacharie. Eliashiv est contemporain de Néhémie (Ve siècle av. J.-C.). Yaddua est présenté comme le contemporain de « Darius le Perse » (Darius II, fin du Ve siècle av. J.-C., ou Darius III, IVe siècle av. J.-C.).
Dans le livre XI de ses Antiquités juives, Flavius Josèphe donne des éléments qui permettent de reconstituer la succession des grands-prêtres. 
Cette liste est identique à celle qui figure en Néhémie 12,22 :
- Yesous (Jésus) — Josué
- Yoakeimos (Joachim) — Joïakim
- Eliasibos (Eliasib) — Eliashiv
- Yodas (Jodas ou Judas) — Joïada
- Yoannes (Joannes ou Jean) — Johanan
- Yaddous (Jaddus) — Yaddua

Chez Josèphe, Yoannes (Yohanan) est le fils de Yodas (Joïada).  Josèphe mentionne aussi deux autres personnes de cette dynastie. Le premier est Jésus, frère de Yoannès, mort assassiné par son frère. Le second est Manassé, frère de Yaddus, marié avec Nikaso, la fille du gouverneur de Samarie Sanballat. Manassé quitte Jérusalem  pour devenir le grand-prêtre du temple samaritain du mont Garizim. La dynastie continue pendant la période hellénistique avec Onias, fils de Yaddua. Josèphe semble s’appuyer entièrement sur le livre de Néhémie pour reconstituer la liste des grands-prêtres. Il considère que Jaddus, le Yaddua de Néhémie, est le grand-prêtre sous Darius III et lors de la conquête de l’empire perse par Alexandre le Grand.
D’Eliashiv, contemporain d’Artaxerxès  Ier à Yaddua, contemporain d’Alexandre le Grand, on compte 4 générations pour une période de près de 200 ans. Ce faible nombre de grands-prêtres pour une telle période fait supposer à plusieurs chercheurs que la liste de Néhémie n’est pas complète ou qu’elle ne couvre pas toute la période perse. Faute de données suffisantes, la succession des grands-prêtres est difficile à établir. Une succession basée sur uniquement les six grands-prêtres du livre de Néhémie et de Flavius Josèphe conduit à la chronologie suivante :
- Josué vers 520. Retour des exilés en 520, inauguration du Temple en 515 (fin VIe siècle av. J.-C.).
- Yoyaqim, sous  Darius Ier et Xerxès  Ier. Retour des exilés avec Néhémie en 455  (VIe / Ve siècle av. J.-C.).
- Elyashib 455-425, sous Artaxerxès  Ier (Ve siècle av. J.-C.).
- Yoyada 425-410, sous  Darius II (Ve siècle av. J.-C.).
- Yohanan 410-370, sous Artaxerxès  II et Artaxerxès  III (IVe siècle av. J.-C.).
- Yaddua 370-323, sous  Darius III (IVe siècle av. J.-C.).

Des successions généalogiques plus longues ont été proposées, notamment par Frank Moore Cross et Menahem Mor. Elles supposent la pratique de la papponymie, c’est-à-dire que les noms se transmettent de grand-père à petit-fils. Elles soulignent que les noms Joïada et Yaddua sont des formes apparentées, tout comme Yohanan et Onias. La reconstruction de Cross est la plus complexe. Elle sépare les générations de 25 ans :
- Yosadaq
- Yeshua vers 570
- Yoyaqim vers 545
- Elyashib vers 545
- Yohanan vers 520
- Elyashib II vers 495 (contemporain de Néhémie)
- Yoyada vers 470
- Yohanan II vers 445
- Yaddua II vers 420  (sous Darius II)
- Yohanan III vers 395
- Yaddua III vers 370
- Onias I vers  345 (= Yohanan IV)
- Simon I vers 320

Mor considère que le Yaddua du livre de Néhémie est le grand-prêtre en fonction sous Darius II, à la fin du Ve siècle av. J.-C. Selon lui, les histoires de Joannès (Yohanan) qui assassine son frère Jésus, et de Yaddus (Yaddua) dont le frère Manassé devient le grand-prêtre du temple du mont Garizim, se rapportent à deux grands-prêtres postérieurs au livre de Néhémie mais mentionnés par Flavius Josèphe.
- Elyashib, sous Artaxerxès  Ier. Contemporain de Néhémie.
- Yoyada (= Yaddua I)
- Yohanan I, sous Darius II. Mentionné dans les papyrus d'Éléphantine.
- Yaddua (= Yaddua II), sous Darius II. Dernier Grand-prêtre mentionné dans la Bible.
- Yohanan II, sous Artaxerxès  II. Assassinat de son frère Jésus.
- Yaddua  (= Yaddua III), sous Artaxerxès  III. Frère de Manassé et épisode de la fondation du temple du mont Garizim.

La séquence se poursuit pendant  avec Onias I (= Yohanan), fils de Yaddua.

### Liste des grands-prêtres jusqu'à la destruction du Premier Temple
| Date               | Bible             |                | Seder Olam Zoutta | Josèphe      |                   |                       | notes        |
| ------------------ | ----------------- | -------------- | ----------------- | ------------ | ----------------- | --------------------- | ------------ |
|                    | Aaron             | אהרן בן עמרם   |                   |              |                   |                       |              |
|                    | Eléazar           | אלעזר בן אהרן  |                   |              |                   |                       |              |
|                    | Phinées           | פינחס בן אלעזר |                   |              |                   |                       |              |
|                    | Abishua (en)      |                |                   |              |                   |                       |              |
|                    | Bukki (en)        |                |                   |              |                   |                       |              |
|                    | Uzzi (en)         |                |                   |              |                   |                       |              |
|                    | branche d’Eléazar |                |                   |              | branche d’Ithamar |                       |              |
|                    | Zérahiah          |                |                   |              | Eli               | עלי                   |              |
|                    | Méraiot           |                |                   |              | Ahitov (en)       | אחטוב בן פינחס בן עלי |              |
|                    | Amariah           | אמריהו         |                   |              | Ahiah (en)        | אחיה בן אחטוב         |              |
|                    | Ahitov            | אחטוב          |                   |              | Ahimelekh         | אחימלך בן אחיה        |              |
| Xe siècle          | Sadoq             | צדוק           |                   |              | Abiathar          | אביתר בן אחימלך       | sous Salomon |
|                    | Ahimaats (en)     | אחימעץ בן צדוק |                   |              | Jonathan          |                       |              |
|                    | Azariah (en)      | עזריהו בן צדוק |                   |              |                   |                       |              |
|                    |                   |                | Joash (en)        | Joram        |                   |                       |              |
|                    | Yehoyariv (en)    |                | Yehoyariv (en)    | Isos         |                   |                       |              |
|                    |                   |                | Yehoshaphat (en)  | Axioram      |                   |                       |              |
| vers 835 av. J.-C. | Joad              | יהוידע         | Yéhoyadah         |              |                   |                       | sous Joas    |
|                    |                   |                | Pedayah (en)      | Phideas (en) |                   |                       |              |
|                    |                   |                | Tsedeqyah (en)    | Sudéas (en)  |                   |                       | sous Amasias |
| vers 770 av. J.-C. | Azaryah II        | עזריהו         | Yoel              | Yoël         |                   |                       | sous Ozias   |
|                    |                   |                | Jotam             | Jotam        |                   |                       |              |
| vers 735 av. J.-C. | Ouriah            | אוריה          | Ouriah            | Ouriah       |                   |                       | sous Achaz   |
|                    | Azariah III       | עזריהו         | Neriah            | Neriah       |                   |                       |              |
|                    |                   |                | Hoshaiah          | Odeas        |                   |                       |              |
|                    | Shallum (en)      | שלום           | Shallum (en)      | Shallum (en) |                   |                       |              |
| vers 620 av. J.-C. | Hilqiahou (en)    | חלקיהו         | Hilqiahou (en)    | Elcias (en)  |                   |                       | sous Josias  |
|                    | Azariah IV        | עזריהו         | Azariah IV        |              |                   |                       |              |
| 586 av. J.-C.      | Seraiah (en)      | שריה           | Zeraiah (en)      | Sareas (en)  |                   |                       |              |
|                    | Yéhotsedeq (en)   | יהוצדק         | Yéhotsedeq (en)   | Josedek (en) |                   |                       |              |

### Liste des grands-prêtres à l'époque du Second Temple
|                    |                        |                                      |                               | notes | époque                             | références                                           |
| ------------------ | ---------------------- | ------------------------------------ | ----------------------------- | --- | ---------------------------------- | ---------------------------------------------------- |
|                    |                        | Époque perse                         |                               | |                                    |                                                      |
| vers 520 av. J.-C. |                        | Josué                                | יהושע בן יהוצדק               | fils de Joçadak (en). Zorobabel | Darius Ier                         | «Josué» ou «Jésus» chez Josèphe                      |
| -502               |                        | Yoaqim (en)                          | יוקים בן יהושע                | fils de Josué. Néhémie | Xerxès Ier                         |                                                      |
| -461               |                        | Eliashiv (en)                        | אלישיב בן יוקים               | fils de Yoaqim (en). Néhémie | Artaxerxès Ier                     |                                                      |
|                    |                        | Yoyada (en)                          | יוידע בן אלישיב               | fils d'Eliashiv (en) |                                    | «Judah» chez Josèphe                                 |
|                    |                        | Yohanan (en)                         | יוחנן בן יוידע                | fils (petit-fils ?) d'Eliashiv (en) | Artaxerxès II - Artaxerxès III (?) | «Joannes / Jean» chez Josèphe. Papyrus d'Éléphantine |
|                    |                        | Yaddua                               | ידוע בן יוחנן                 | dernier grand-prêtre mentionné dans la Bible hébraïque                                                                                   | Darius III (?). Alexandre le Grand | «Jaddus» chez Josèphe                                |
|                    |                        | Époque hellénistique : les Oniades   |                               | |                                    |                                                      |
| -323               | -300                   | Onias I (en)                         | חוניו בן ידוע                 | fils de Yaddua |                                    |                                                      |
| -300               |                        | Simon I (en)                         | שמעון בן חוניו                | fils d'Onias I (en). Simon le Juste selon Josèphe                                                                                        |                                    |                                                      |
| -287               |                        | Eléazar II (en)                      | אלעזר בן חוניו או בן חרסום    | fils d'Onias I (en) | Ptolémée II Philadelphe            |                                                      |
| -265               |                        | Manassé (en)                         |                               | fils de Yaddua |                                    |                                                      |
| -241               | -229                   | Onias II (en)                        | חוניו השני                    | fils de Simon I (en) | Ptolémée III Evergète              |                                                      |
| -229               | -185                   | Simon II (en)                        | שמעון בן חוניו                | fils d’Onias II (en). Simon le Juste ?                                                                                                   | Antiochos III Mégas                |                                                      |
| -185               | -174                   | Onias III                            | חוניו בן שמעון                | fils de Simon II (en), mort en 171 | composition du Siracide            |                                                      |
| -175               | -172                   | Jason                                | יאסון בן שמעון                | fils de Simon II (en) | Antiochus IV Epiphane              |                                                      |
| -172               | -167                   | Ménélas (en)                         | מנלאוס                        | frère du prévôt Simon. Premier grand-prêtre qui ne soit pas de la lignée de Sadoq                                                        |                                    | Onias dit Ménélas chez Josèphe                       |
| -167               | -164                   |                                      |                               | interruption |                                    |                                                      |
|                    |                        | Hasmonéens                           |                               | |                                    |                                                      |
| -164               | -159                   | Alcime                               | אלקימוס                       | soutenu par Démétrios Ier Sôter contre Judas Maccabée                                                                                    |                                    |                                                      |
| -159               | -156                   | Judas Maccabée                       | יהודה המכבי                   | |                                    |                                                      |
| -156               | -152                   |                                      |                               | vacance ? |                                    |                                                      |
| -152               | -143                   | Jonathan                             | יונתן הופסי                   | |                                    |                                                      |
| -143               | -140                   |                                      |                               | vacance ? |                                    |                                                      |
| -140               | -135                   | Simon                                | שמעון התרסי                   | |                                    |                                                      |
| -134               | -104                   | Jean Hyrcan Ier                      | יוחנן הורקנוס הראשון          | | Antiochus VII Sidétès              |                                                      |
| -104               |                        | Judah Aristobule I                   | יהודה אריסטובולוס הראשון      | |                                    |                                                      |
| -103               | -76                    | Alexandre Jannée                     | אלכסנדר ינאי                  | |                                    |                                                      |
| -76                | -67                    | Hyrcan II                            | יוחנן הורקנוס השני            | |                                    |                                                      |
| -67                | -63                    | Aristobule II                        | אריסטובולוס השני              | |                                    |                                                      |
| -63                | -40                    | Hyrcan II                            | הורקנוס השני                  | rétabli par Pompée |                                    |                                                      |
| 40 av. J.-C.       | 37 av. J.-C.           | Antigone II Mattathiah               | מתתיהו אנטיגונוס השני         | |                                    |                                                      |
|                    |                        | Époque romaine                       |                               | |                                    |                                                      |
| 37 av. J.-C.       | 36 av. J.-C.           | Hananel (en)                         | חננאל הבבלי או המצרי          | nommé par Hérode, origine d’Égypte ou de Babylonie. Descendant présumé d’Onias                                                           |                                    |                                                      |
| 35 av. J.-C.       |                        | Aristobule III aussi appelé Jonathan | אריסטובולוס השליש             | frère de Mariamne l'Hasmonéenne, femme d'Hérode Ier le Grand                                                                             |                                    |                                                      |
| 34 av. J.-C.       | ?                      | Hananel (en)                         | חננאל                         | rétabli par Hérode | Octave                             | Parah 3, 5                                           |
| ?                  | -23                    | Jésus ben Phabi (en)                 | יהושע בן פיאבי                | nommé par Hérode, origine d’Égypte |                                    |                                                      |
| -23                | -6                     | Simon ben Boëthus (en)               | שמעון בן ביתוס                | nommé par Hérode, père de Mariamne II, origine d’Égypte                                                                                  |                                    | Ant. XV                                              |
| ~6 av. J.-C.       | ~-5                    | Mattatiah ben Théophile              | מתתיהו בן תיאופילוס           | nommé par Hérode, originaire de Jérusalem, impliqué dans les émeutes au sujet de l’Aigle d’or                                            |                                    | Ant. XVII                                            |
|                    | (un jour)              | Joseph, fils d'Ellem                 |                               | nommé par Hérode pendant un seul jour |                                    |                                                      |
| ~5 av. J.-C.       |                        | Yoazar ben Boëthus                   | יועזר בן ביתוס                | nommé par Hérode après des émeutes dans Jérusalem, partisan d’un compromis avec Rome. Beau-frère d’Hérode, donc fils (ou frère) de Simon |                                    | Ant. XVII                                            |
| ~4 av. J.-C.       | ?                      | Eléazar ben Boëthus                  | אלעזר בן ביתוס                | nommé par Hérode Archélaos après des troubles contre les Romains, frère de Yoazar                                                        |                                    | Ant XVII                                             |
| ?                  | 6                      | Josué ben Sie (en)                   |                               | nommé par Hérode Archélaos |                                    | Ant XVII                                             |
| 5                  |                        | Yoazar ben Boëthus                   | יועזר בן ביתוס                | rétabli par Hérode Archélaos |                                    | Ant. XVIII                                           |
| 6                  | 15                     | Hanan ben Seth                       | חנן בן שתי                    | nommé par Quirinus | Tibère                             |                                                      |
| 15                 | 16                     | Ishmael ben Phabi I                  | ישמעאל בן פיאבי               | nommé par Valérius Gratus |                                    |                                                      |
| 16                 | 17                     | Eléazar ben Hanania                  | אלעזר בן חנן                  | nommé par Valérius Gratus |                                    |                                                      |
| 17                 | 18                     | Simon ou Ishmael ben Camithus (en)   | שמעון או ישמעאל בן קמחית      | nommé par Valérius Gratus, Simon selon Josèphe                                                                                           |                                    | Yoma 47a                                             |
|                    |                        | Joseph ben Camithus                  | יוסף בן קמחית                 | remplace son frère pendant un seul jour                                                                                                  |                                    |                                                      |
| 18                 | pessah 37              | Joseph Caïphe                        | יוסף הקיָף                     | Valérius Gratus, gendre de Hanan, destitué par Lucius Vitellius venu à Jérusalem                                                         |                                    |                                                      |
| 37                 | pentecôte 37           | Jonathan ben Hanan                   | יונתן בן חנן                  | Nommé par Lucius Vitellius et remplacé par lui au bout de 50 jours                                                                       | Caligula                           |                                                      |
| 37                 | N/A                    | Théophile ben Hanan (en)             | תיאופילוס בן חנן              | Lucius Vitellius |                                    |                                                      |
| 41                 | N/A                    | Simon Canthara ben Boëthus           | שמעון קנתירא בן ביתוס         | nommé par Hérode Agrippa Ier, frère (ou fils) de Yoazar ou Eléazar ben Boëthus                                                           | Claude                             | Ant. XIX (présenté comme le frère de Yoazar)         |
| ?                  |                        | Mathiah ben Hanan                    | מתתיה בן חנן                  | nommé par Hérode Agrippa Ier (à la place de Jonathan)                                                                                    |                                    | Ant. XIX                                             |
| ~44                |                        | Elionée ben Canthara (ou ben Caïphe) | אליהועיני בן קנתירא (בן הקיף) | nommé par Hérode Agrippa Ier, ben Caïphe selon le Talmud, ben Canthara selon Josèphe                                                     |                                    | Ant. XIX (Cithéus), Mishna Parah 3, 5                |
| 44                 | 46                     | Joseph ben Kamei                     | יוסף בן קמי                   | nommé par Hérode de Chalcis (succède à Canthara selon Josèphe)                                                                           |                                    |                                                      |
| 46                 | 52                     | Hananiah fils de Nébédé              | חנניה                         | nommé par Hérode de Chalcis |                                    | Ant. XX                                              |
| 52                 | 56                     | Jonathan ben Hanan                   | יונתן בן חנן                  | rétabli, assassiné par Antonius Felix | Néron                              | Ant. XX                                              |
| 56                 | 62                     | Ishmael ben Phabi II                 | ישמעאל בן פיאבי               | nommé par Hérode Agrippa II, otage à Rome sous Néron, décapité à Cyrène après 70. Le Talmud en fait l’éloge                              |                                    | Ant. XX, Parah 3, 5, Sotah 9, 5, Yoma 35b            |
| 62                 | 63                     | Joseph Qabi ben Simon (en)           | יוסף קבי בן שמעון             | nommé par Hérode Agrippa II |                                    | Ant. XX                                              |
| 63                 |                        | Hanan ben Hanan                      | חנן בן חנן                    | nommé par Hérode Agrippa II, assassiné par les Zélotes                                                                                   |                                    | Ant. XX                                              |
| 63                 |                        | Josué ben Damnée (en)                | ישוע בן דמנאי                 | nommé par Hérode Agrippa II |                                    | Ant. XX                                              |
| 63                 | 64                     | Josué ben Gamla                      | יהושע בן גמלא                 | nommé par Hérode Agrippa II, assassiné par les Zélotes. Sa femme Martha est de la famille de Boëthus                                     |                                    | Ant. XX, Yevamot 6,4, Yoma 18a                       |
| 65                 | 66                     | Mattatiah ben Théophile II (en)      | מתתיהו בן תיאופילוס           | nommé par Hérode Agrippa II, assassiné par les Zélotes                                                                                   |                                    |                                                      |
| 67                 | ? (au plus tard en 70) | Pinhas ben Chmouel (en)              | פינחס בן שמואל                | nommé pendant la Grande révolte juive | Galba, Othon, Vitellius            |                                                      |

### Référence de traduction
- Cet article contient des extraits de la Jewish Encyclopedia de 1901–1906 dont le contenu se trouve dans le domaine public.

- (he) Cet article est partiellement ou en totalité issu de l’article de Wikipédia en hébreu intitulé « כהן גדול » (voir la liste des auteurs).